# Átta
Átta – ósmy album studyjny islandzkiego zespołu post-rockowego Sigur Rós wydany w czerwcu 2023 roku.

## Lista utworów[1]
1. "Glóð" – 3:39
2. "Blóðberg" – 7:16
3. "Skel" – 4:58
4. "Klettur" – 6:31
5. "Mór" – 5:47
6. "Andrá" – 4:07
7. "Gold" – 5:13
8. "Ylur" – 5:55
9. "Fall" – 3:27
10. "8" – 9:41